# Kasper Weigel
Kasper Weigel (ur. 10 czerwca 1880 we Lwowie, zm. 4 lipca 1941 tamże) – polski geodeta, profesor, rektor Politechniki Lwowskiej.

## Życiorys
Po ukończeniu II Gimnazjum we Lwowie (1898) studiował na Wydziale Inżynierii Politechniki Lwowskiej (1898–1903). Po okresie pracy inżynierskiej (budowa kolei Lwów – Podhajce) został w 1908 wykładowcą w Katedrze Miernictwa swojej macierzystej uczelni. W 1909 obronił doktorat, w 1911 habilitował się i rozpoczął wykłady z miernictwa oraz rachunku wyrównawczego, od 1912 był profesorem nadzwyczajnym, a od 1918 zwyczajnym. W czasie I wojny światowej kontynuował w Wiedniu działalność dydaktyczną dla studentów nieuczestniczących bezpośrednio w działaniach wojennych (w ramach Komitetu Techników Polskich założonego w 1915).
Po I wojnie światowej był profesorem Politechniki Lwowskiej (z tytułem profesora zwyczajnego), kierownikiem Katedry Miernictwa, dziekanem Wydziału Inżynierii Lądowej (1920), w roku akademickim 1929/1930 rektorem. Prowadził także kursy fotogrametryczne dla oficerów lotnictwa. Wykonywał pionierskie w Polsce pomiary metodą fotogrametryczną. Interesował się szczególnie rachunkiem wyrównawczym, ze szczególnym uwzględnieniem sieci geodezyjnych: światowych, krajowych i lokalnych. Współorganizował państwową służbę geodezyjną w Polsce. Został członkiem założycielem powołanego w 1938 Stowarzyszenia „Towarzystwo Budowy Panoramy Plastycznej Dawnego Lwowa”. W połowie 1935 został mianowany członkiem Okręgowej Komisji Wyborczej nr 71 we Lwowie przed wyborami parlamentarnymi w 1935. 
W okresie sowieckiej okupacji Lwowa nadal prowadził działalność naukową. W sierpniu 1940 był gościem Wszechzwiązkowego Komitetu ds. Nauki ZSRR w Moskwie. Był kandydatem w grudniowych wyborach do rad obwodowych i miejskich sowieckiego Lwowa – 15 grudnia 1940. Został zamordowany przez Niemców w grupie polskich profesorów lwowskich uczelni na Wzgórzach Wuleckich w nocy z 3 na 4 lipca 1941 wraz z jedynym, 33-letnim synem Józefem.
Jego postać jest patronem Katedry Geodezji na Wydziale Budownictwa i Inżynierii Środowiska Politechniki Rzeszowskiej.

## Pełnione funkcje
- kierował sekcją miernictwa w Ministerstwie Robót Publicznych (1919) oraz wchodził w skład Państwowej Rady Mierniczej,
- prezes sekcji Komitetu Geodezyjnej PAU,
- członek zwyczajny Akademii Nauk Technicznych i innych towarzystw naukowych,
- współzałożyciel i pierwszy prezes Polskiego Towarzystwa Fotogrametrycznego (1930–1939)
- członek Stałej Międzynarodowej Unii Geodezyjno-Geofizycznej, uczestnik kongresów, gdzie reprezentował środowisko polskich geodetów.

Działał również społecznie na Politechnice, sprawował funkcję kuratora chóru studentów (na potrzeby tego chóru komponował utwory) oraz kuratora Bratniej Pomocy Studentów.

## Publikacje (wybór)
Wydał ponad 30 prac naukowych, w tym:
- Wykreślne wyrównanie przy trygonometrycznym oznaczaniu punktów przez wcinanie (1910)
- Rachunek wyrównawczy wedle metody najmniejszych kwadratów oraz jego zastosowania przy rozmierzaniu kraju (1923)
- Zastosowanie spostrzeżeń zawarunkowanych z niewiadomymi w triangulacji (1924)
- Nowa metoda wyrównania triangulacyjnych sieci wieńcowych (1928)
- Geodezja (miernictwo) (1938)

## Ordery i odznaczenia
- Krzyż Komandorski Orderu Odrodzenia Polski (11 listopada 1936)[7]
- Krzyż Oficerski Orderu Odrodzenia Polski (10 listopada 1933)[8]